# Area valutaria ottimale
In economia internazionale un'area valutaria ottimale (AVO, o area monetaria ottimale, AMO - in inglese optimum currency area o optimum currency region, OCA o OCR) è un gruppo di paesi per i quali, vista la stretta integrazione per quel che riguarda gli scambi internazionali e la facilità nel movimento dei fattori produttivi, conviene creare un'area di cambi fissi o un'unione monetaria. Un'area valutaria ottimale secondo la teoria può anche essere più piccola di uno stato dotato di moneta propria e l'eventuale messa in atto di questa affermazione implicherebbe la secessione politica. Il concetto di area valutaria ottimale fu inizialmente proposto dal premio nobel Robert Mundell nel 1961. Altri contributi alla teoria vennero da Abba Lerner, Peter Kenen (1969) e Ronald McKinnon (1963).

## Gli shock asimmetrici e le aree valutarie ottimali
Il problema principale che viene preso in considerazione quando si tratta di capire i vantaggi insiti nel dar vita a un'area di cambi fissi o a un'unione monetaria è la possibilità che si verifichino shock asimmetrici nelle variabili esogene dei paesi coinvolti. Un esempio è dato da una variazione asimmetrica (che si verifica in uno o più paesi, ma non in tutti; nel caso in analisi si considerano solo due paesi come facenti parte di un'ipotetica area valutaria) della domanda: la domanda di determinati beni prodotti in un paese (paese A) potrebbe aumentare, mentre potrebbe diminuire la domanda di beni prodotti in un altro paese (paese B). In assenza di un regime di cambi fissi, la aumentata domanda dei beni del paese A dovrebbe far cambiare il tasso di cambio, portando al deprezzamento della moneta del paese B e all'apprezzamento della moneta del paese A, evitando l'aumento della disoccupazione nel paese B (o il deterioramento della bilancia commerciale), che sarebbe altrimenti danneggiato dalla diminuita domanda dei beni prodotti sul suo territorio. Chiaramente, questo aggiustamento non può avere luogo in presenza di cambi fissi o, addirittura, di un regime di unione monetaria.
L'aggiustamento potrebbe essere quindi ottenuto tramite una variazione dei salari e dei prezzi, qualora questi fossero flessibili. In assenza di questa flessibilità, l'unica soluzione per evitare le conseguenze dello shock sarebbe lo spostamento dei fattori produttivi.
Per quel che riguarda le variazioni di prezzo, poi, assumerle come possibili (flessibilità di prezzi e salari) non è sufficiente per considerarle un rimedio. Infatti, sarebbe necessario che le economie dei due paesi fossero strettamente integrate dal punto di vista commerciale: in questo modo, una piccola diminuzione dei prezzi dei beni prodotti nel paese B porterebbe ad un forte aumento della loro domanda.
Un altro elemento che potrebbe favorire un'area valutaria ottimale è la effettiva presenza di un sistema di federalismo fiscale, utile per mobilitare risorse dalle aree più avvantaggiate a quelle più svantaggiate.
Conseguenza delle considerazioni fatte è che un'area valutaria (o monetaria) è ottimale se gli shock asimmetrici sono rari o assenti, oppure se prezzi e salari nei vari paesi sono molto flessibili, oppure se le economie dei due paesi sono molto integrate, sia per quel che riguarda la presenza di forti aperture commerciali, sia per quel che riguarda la possibilità di spostamento dei fattori produttivi. In alternativa, un efficiente sistema di federalismo fiscale potrebbe rendere maggiormente desiderabile un'integrazione monetaria.
Infine, non va dimenticato che gli shock asimmetrici sono eventi che possono capitare anche agli stati sovrani e la teoria dell'Area valutaria ottimale si applica sia alle unioni monetarie sovranazionali che agli stati nazionali con moneta unica e agli stati sovrani plurinazionali.

## Critiche alla teoria dell'Area valutaria ottimale sovranazionale

### Critiche keynesiane
La prima teorizzazione dell'Area valutaria ottimale è quella di Robert Mundell, che teorizzò l'esistenza di aree valutarie ottimali più grandi di un singolo stato. L'idea di una valuta indipendente da un singolo stato - cioè di una valuta internazionale adottata da un'area geografica più estesa di uno stato - viene criticata da alcuni economisti di scuola keynesiana e postkeynesiana che considerano l'adozione e l'uso di una moneta senza la corrispondente autorità fiscale come una perdita di "sovranità monetaria". I keynesiani ritengono che lo stimolo fiscale con spesa in deficit sia il modo più efficace di combattere la disoccupazione in caso di trappola della liquidità. Questo tipo di stimolo può non essere praticabile per gli stati di una unione monetaria. I keynesiani "neocartalisti" (cioè che seguono la Teoria della Moneta Moderna) infatti ritengono che la spesa in deficit dello stato implichi la creazione di moneta e che la possibilità di stampare moneta sia fondamentale per la capacità dello stato di allocare le risorse.

### L'Area valutaria ottimale come condizione che si autoadempie
Nel modello teorico originale dell'Area valutaria ottimale le condizioni sono considerate come date e gli stati le misurano accuratamente prima di decidere se aderire all'unione monetaria. Altre formulazione del modello però considerano le condizioni che definiscono un'area geografica come area valutaria ottimale come effetto risultante dello stesso processo economico innescato dalla creazione della moneta unica.
Si prendano ad esempio le interazioni nei mercati dei beni: se i criteri per l'AVO vengono valutati prima della costituzione dell'unione monetaria i paesi potrebbero mostrare bassi livelli di interscambio commerciale e bassa integrazione dei mercati. Pertanto l'unione monetaria non andrebbe istituita. Tuttavia se l'unione monetaria venisse istituita comunque, i suoi membri potrebbero commerciare tra di loro in misura tale che alla fine i criteri dell'AVO sarebbero soddisfatti. Anche gli altri criteri nel medio periodo sotto la spinta del progetto dell'unione monetaria potrebbero venire soddisfatti. Questo tipo di approccio logico suggerisce che i criteri per un'area valutaria ottimale potrebbero essere una previsione che si autoadempie.
Da un punto di vista storico, sia gli USA che la Germania hanno adottato una moneta comune ben prima che potessero dirsi soddisfatte le condizioni teoriche di un'AVO. Gli USA hanno adottato il dollaro fin dal 1785, quando l'estensione del loro stato era molto minore rispetto all'attuale, e la moneta è sopravvissuta ai profondi contrasti interni che sfociarono nella guerra di secessione (1861-1865). La Confederazione germanica (1815-1866) dette vita nel 1834 a una unione doganale che si dotò di una moneta federale (Vereinstaler), adottata gradualmente a partire dal 1838 da tutti gli stati della Confederazione.  Questo avveniva mentre ancora sussisteva, accanto a una nascente industria, l'antico sistema delle gilde medievali e permanevano forti contrasti sociali che portarono, tra l'altro, alla rivolta dei tessitori della Slesia nel 1844 e all'insurrezione di Berlino nel 1848.

### Neppure gli USA sono un'area valutaria ottimale
Secondo uno studio di Michael A. Kouparitsas solo cinque delle otto grandi aree economiche individuate dal Bureau of Economic Analysis sul territorio degli USA avrebbero le condizioni ipotizzate dalla teoria dell'Area monetaria ottimale per fare parte dell'area valutaria del dollaro. 
Le cinque aree con condizioni adeguate per fare parte dell'area del dollaro sarebbero secondo lo studio di Kouparitsas le seguenti: Far West, Rocky Mountain, Great Lakes, Mideast, New England. 
Invece, sempre secondo lo studio citato, Southeast, Southwest e Plains potrebbero avere dei vantaggi rimanendo fuori dall'area valutaria del dollaro.